# آرک: مجموعه پویانمایی
آرک: مجموعه پویانمایی (انگلیسی: Ark: The Animated Series) یک مجموعهٔ تلویزیونی پویانمایی فانتزی است که براساس بازی آرک: بقای تکامل‌یافته ساخته شده است. این مجموعه در ۲۱ مارس ۲۰۲۴ توسط پارامونت پلاس منتشر شد.

## فرضیه
این سریال در نقاط مختلف تاریخ اتفاق می‌افتد و دنیای بازی ویدیوئی آرک: بقای تکامل‌یافته را به تصویر می‌کشد.

## بازیگران
- جرارد باتلر در نقش ژنرال گایوس مارسلوس نروا[۱]
- دیوید تننت در نقش سر ادموند راکول[۱]
- مادلین مدن در نقش هلنا واکر[۱]
- میشل یئو در نقش میین لی[۱]
- جفری رایت در نقش هنری تاونسند[۱]
- زان مک‌کلارنون در نقش تاندر کامز چیرینگ[۱]
- دوری جیکوبز در نقش آلاسی[۱]
- الیوت پیج در نقش ویکتوریا واکر[۱]
- راگا راگنارس در نقش ملکه سیگرید[۱]
- کارل اربن در نقش باب[۱]
- مالکوم مک‌داول در نقش سناتور لوسیوس کاسیوس ویریلیس[۱]
- دبورا میلمن در نقش دبورا واکر[۱]
- جولیت میل در نقش چاوا[۱]
- آلن تودیک در نقش کاپیتان[۱]
- ران یوان در نقش هان لی[۱]
- راسل کرو در نقش کور پیامبر[۱]
- وین دیزل در نقش سانتیاگو[۱]
- سیسی جونز در نقش گلادیاتریکس[۱]

## تولید
این سریال در جریان جوایز بازی‌های ویدیویی ۲۰۲۰ به همراه بازیگرانی شامل جرارد باتلر، دیوید تننت، میشل یئو، جفری رایت، زان مک‌کلارنون، الیوت پیج، کارل اربن، مالکوم مک‌داول، آلن تودیک، راسل کرو و وین دیزل معرفی شد که به عنوان تهیه‌کنندهٔ اجرایی نیز فعالیت خواهد کرد. جی اولیوا کارگردانی این سریال را بر عهده خواهد داشت که شامل ۱۴ قسمت ۳۰ دقیقه‌ای است که دنیای بازی ویدیوئی را توسعه می‌دهد، علاوه بر این دو فصل از این سریال در حال تولید است.

### موسیقی
موسیقی متن توسط گرت کوکر ساخته خواهد شد.